# Lou De Clerck
Lou De Clerck (Opwijk, 18 janvier 1937) est un ancien journaliste belge.

## Biographie
De Clerck a étudié la philologie germanique. Il a commencé sa carrière à la rédaction bruxelloise du Gazet van Antwerpen. En tant que journaliste, il s'intéressait principalement à la CEE et à l'OTAN. En 1973, il a commencé à travailler comme rédacteur en chef au Elsevier weekblad.
Par la suite, De Clerck a opté pour la politique. Il a été successivement attaché de presse du ministre de la mobilité Jos Chabert (1975 - '77), porte-parole et rédacteur en chef du magazine du CVP, Zeg (1978-1979), porte-parole du Premier ministre Wilfried Martens (1979-1983) et porte-parole du gouvernement Martens V (à partir de 1982). Il a ensuite été nommé directeur général de l'Institut belge d'information et de documentation (Inbel) en 1983.
Par la suite, il a été rédacteur en chef du Gazet van Antwerpen de 1985 à 1991. De 1991 à 1994, il a été rédacteur en chef du Vlaamse Uitgeversmaatschappij, éditeur de De Standaard et Het Nieuwsblad. Après la prise de contrôle de Het Volk à la fin de 1994, son poste de rédacteur en chef général a été aboli et chaque journal a ainsi de nouveau son propre rédacteur en chef. Il devient rédacteur en chef de Het Nieuwsblad. En septembre 1995, il a été congédié de ce poste. En octobre 1995, il a été remplacé comme rédacteur en chef de ce journal par Pol Van Den Driessche,.
Début 1995, De Clerck est devenu intervieweur avec Paul Goossens dans le programme de discussion Het Uur van de Waarheid sur la chaîne VT4. Il y est resté seulement une saison. Au début de 1997, il a commencé à travailler comme coordinateur éditorial pour la chaîne TNCC. Il a participé au programme Medion.